# Agustín Eyzaguirre
Agustín Eyzaguirre, né le 3 mai 1768 à Santiago et mort le 19 juillet 1837 dans la même ville, est un homme d'État chilien, président du Chili du 9 septembre 1826 au 25 janvier 1827.